# Чарны-Дунаец (гмина)
Чарны-Дунаец (пол. Czarny Dunajec) — сельская гмина (волость) в Польше, входит как административная единица в Новотаргский повет, Малопольское воеводство. Население — 21 015 человек (на 2004 год).

## Демография
| Перепись                       | Всего   | Всего | Женщины | Женщины | Мужчины | Мужчины |
| ------------------------------ | ------- | ----- | ------- | ------- | ------- | ------- |
| Единицы                        | человек | %     | человек | %       | человек | %       |
| Население                      | 21 015  | 100   | 10 696  | 50,9    | 10 319  | 49,1    |
| Плотность населения (чел./км²) | 96,2    | 96,2  | 49      | 49      | 47,3    | 47,3    |

## Сельские округа
1. Хохолув
2. Цихе
3. Чарны-Дунаец
4. Червенне
5. Дзял
6. Конювка
7. Одровонж
8. Пекельник
9. Пенёнжковице
10. Подчервоне
11. Подшкле
12. Ратулув
13. Старе-Быстре
14. Врублювка
15. Залучне

## Соседние гмины
1. Гмина Бялы-Дунаец
2. Гмина Яблонка
3. Гмина Косцелиско
4. Гмина Новы-Тарг
5. Гмина Поронин
6. Гмина Раба-Выжна
7. Гмина Шафляры